# Pulau Lawas
Pulau Lawas is een bestuurslaag in het regentschap Kampar van de provincie Riau, Indonesië. Pulau Lawas telt 3094 inwoners (volkstelling 2010).